# СС Барон Гауч
СС Барон Гауч је био путнички брод Аустријског Лојда. Изграђен је 1908. у бродоградилишту Гаурлеј брадрс компанија Лтд. у Дандију у Великој Британији. Био је дуг 84,55m, широк 11,8m и висок 7,5m, а носивост му је била 2069 BRT И 861 NRT. Уз 64 члана посаде, могао је превести 300 путника. Његова редовна линија је била Трст-Котор-Трст.

## Потонуће
Дана 11. августа 1914. године на брод се у Боки Которској укрцало много путника јер је 28. јула 1914. почео Први светски рат, а државни службеници су хтели да што пре напусте Далмацију и врате се у Беч и Будимпешту. Брод је био препун путника, а осим одраслих путника на њему су била и многа деца. Два дана касније 13. августа 1914. Барон Гауч је стигао до Малог Лошиња, где је имао последње пристајање пре поласка у Трст.Брод је касно послеподне пловио од јужног рта Истре западном обалом полуострва. Капетан Паул Винтер и први официр нису били на командном мосту јер су се одмарали (на командном мосту је био други официр Ђовани Тенце), али Капетан Винтер је био упознат са координатима на којима су пред појединим лукама биле обележене подводне мине, стога се није бојао опасности. Капетан није знао да је Аустро-Угарска ратна морнарица само неколико дана раније на пучини испред Ровиња положила нове мине у страху од италијанског напада. И догодило се оно најгоре: иако је Барон Гауч пловио према координатима које је капетан добио од војног заповедништва, у близини Ровиња брод је наишао на морску мину. Експлозија мине је пробила леви бок брода у висини парних котлова, због чега је брод потонуо за само 3 минута до 7 минута. Посада је у море спустила само један чамац, а у њега се успело сместити само тридесетак путника и чланова посаде. Становници Ровиња видели су несрећу, али нико се није усудио да помогне јер нису знали тачан положај минских поља.Такође капетан брода СС Талија је видео несрећу када је пролазио туда према Трсту али није се усудио да дође до брода и помогне преживелима.О догађају је било обавештено војно заповедништво у Пули, па су из Ровиња испловили ратни бродови у помоћ бродоломцима који су плутали по површини мора. Аустро-Угарске власти нису објавиле вести и тачне информације о несрећи јер брод је страдао од његове а не непријатељске мине. Нису постојали тачни подаци о броју путника на Барону Гаучу, али према службеним подацима погинуло је 250 путника и 34 члана посаде; успело је да се спаси само 170 путника. То је до данас остала највећа несрећа путничког брода на Јадранском мору.

## Извор
- Пароброди Јардана на разгледницама  Митја Ламут